# 中间党 (挪威)
中间党（挪威語：Senterpartiet），奉行自由主义和中间路线的挪威农业政党，1920年成立。

## 歷史
中间党代表农场主和家庭农户利益，並坚决反对加入欧盟。
从其成立到2000年，中间党只参加非社会主义政府（即不會參與工党政府）。但在2005年改变了其宗旨，加入了工党政府领导的红绿联盟，轉而與工黨組成中間偏左聯盟。

## 历任政党领袖
- 约翰·梅尔拜（Johan E. Mellbye） 1920–1921
- 克里斯托弗·赫格塞（Kristoffer Høgset） 1921–1927
- 埃里克·恩格（Erik Enge） 1927–1930
- 延斯·洪塞德（Jens Hundseid） 1930–1938
- 尼尔斯·特拉达尔（Nils Trædal） 1938–1948
- 埃纳尔·弗罗格纳（Einar Frogner） 1948–1954
- 佩尔·博尔滕（Per Borten） 1955–1967
- 约翰·奥古斯特海姆（John Austrheim） 1967–1973
- 达格芬·沃维克（Dagfinn Vårvik） 1973–1977
- 古纳尔·斯托尔塞特（Gunnar Stålsett） 1977–1979
- 約翰·J·雅各布森（Johan J. Jakobsen） 1979–1991
- 安娜·恩格·拉恩施泰因（Anne Enger Lahnstein） 1991–1999
- 奥德·罗格·埃诺克森（Odd Roger Enoksen） 1999–2003
- 奥斯莱于格·玛丽·哈加（Åslaug Haga） 2003–2008
- 拉尔斯·佩德·布里克（Lars Peder Brekk） （代理） 2008
- 利芙·西格纳·纳瓦塞特（Liv Signe Navarsete） 2008–2014
- 特吕格韦·斯拉格斯福德·维杜姆（Trygve Slagsvold Vedum）2014–

## 参与政府

### 中间党领导的內閣
- 佩德·科尔斯塔政府 1930–31 （少数派政府）
- 延斯·洪塞德政府 1931–32 （少数派政府）
- 佩尔·博尔滕政府 1965–71 （Sp，H，KrF and V 联合政府）

### 中间党參與的內閣
- 拉尔斯·科瓦尔政府 （KrF），1972–73 （KrF，Sp and V 联合政府）
- 科勒·伊萨赫森·维洛克政府 （H），1983–86 （H，KrF and Sp 联合政府）
- 扬·叙瑟政府 （H），1989–90，（H，KrF and Sp 联合政府）
- 第一届谢尔·马格纳·邦德维克政府 （KrF），1997–2000 （KrF，Sp and V 少数派政府联盟）
- 第二届延斯·斯托尔滕贝格政府 （Ap），2005–2013 （Ap，Sp and SV 联合政府）
- 約納斯·加爾·斯特勒政府（Ap），2021年至今 （Ap，少數政府）

## 历届议会选举结果
| 年份 | 选票 % | 议席 |
| ---- | ------ | ---- |
| 1921 | 13.1   | 17   |
| 1924 | 13.5   | 22   |
| 1927 | 14.9   | 26   |
| 1930 | 15.9   | 25   |
| 1933 | 13.9   | 23   |
| 1936 | 11.5   | 18   |
| 1945 | 8.1    | 10   |
| 1949 | 7.9    | 12   |
| 1953 | 9.0    | 14   |
| 1957 | 9.3    | 15   |
| 1961 | 6.8    | 16   |
| 1965 | 9.4    | 18   |
| 1969 | 9.0    | 20   |
| 1973 | 6.8    | 21   |
| 1977 | 8.0    | 12   |
| 1981 | 4.3    | 11   |
| 1985 | 6.6    | 12   |
| 1989 | 6.5    | 11   |
| 1993 | 16.7   | 32   |
| 1997 | 7.9    | 11   |
| 2001 | 5.6    | 10   |
| 2005 | 6.5    | 11   |
| 2009 | 6.2    | 11   |
| 2013 | 5.9    | 10   |

## 関連項目
- 挪威政治
- 欧洲怀疑主义
- 中间路线